# Allomycterus
Allomycterus is een geslacht van straalvinnige vissen uit de familie van egelvissen (Diodontidae).

## Soorten
- Allomycterus pilatus Whitley, 1931
- Allomycterus whiteleyi Phillipps, 1932